# OGLE-2003-BLG-235Lb
OGLE-2003-BLG-235Lb는 2004년 4월 OGLE과 MOA의 공동 연구를 통해 발견된 외계 행성이다. 질량은 목성의 약 2.6배 정도로, 목성과 겉모습이 비슷한 가스 행성일 것으로 추측된다. 어머니 항성으로부터 약 4.3천문단위 떨어진 곳을 돌고 있는데, 이는 우리 태양계에 대입할 경우 화성과 목성 사이 거리에 해당된다.

## 참고 문헌
1. ↑  Bennett, D. P., Anderson, J., Bond, I. A., Udalski, A., Gould, A. (2006). “Identification of the OGLE-2003-BLG-235/MOA-2003-BLG-53 Planetary Host Star”. 《The Astrophysical Journal》 647 (2): L171 – L174. doi:10.1086/507585.